# Uliveto Terme
Uliveto Terme è una frazione del comune italiano di Vicopisano, nella provincia di Pisa, in Toscana.
È una località storicamente rinomata per la fonte termale di acqua bicarbonato-alcalino-ferrosa e il cui utilizzo ha permesso nel XX secolo la nascita della fiorente industria dell'acqua Uliveto.

## Geografia fisica
Collocata nella parte più occidentale del territorio comunale, Uliveto Terme si è sviluppata nei secoli in quello stretto triangolo di terra alluvionale delimitato a sud dal fiume Arno e a nord dai Monti Bianchi, estrema propaggine meridionale dei Monti Pisani.

### Terme

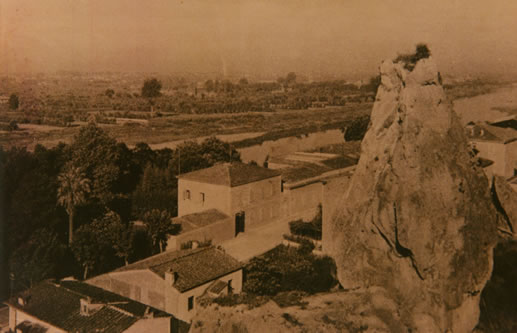
Le Terme agli inizi del XX secolo

La zona orientale di Uliveto è sempre stata famosa per le sue fonti termali, utilizzate fin dal Medioevo per il trattamento delle malattie epidermiche, in primis la rogna. La vicina chiesetta romanica di San Martino deve il suo appellativo "al Bagno" proprio alla storica presenza termale. Negli Statuti del 1287 il Comune di Pisa si impegnava ad acquistare i terreni limitrofi, invitando i lavoratori delle vicine cave a scaricarvi il materiale eccedente, in modo da dar loro solidità, e gli abitanti della capitania di Piemonte a curarne l'aspetto, in modo da garantirne l'accesso pubblico.
Il moderno stabilimento termale è esclusivamente rivolto alle terapie idropiniche, sebbene i bagni siano stati utilizzati fino al secolo scorso. L'acqua esce dal sottosuolo con una temperatura compresa tra i 22 e i 34 °C. Il suo consumo è indicato per coloro che soffrono di disturbi epatici, renali e gastrointestinali.
Immerso nel verde del suo ampio giardino, il parco termale offre ampie possibilità di svago, grazie alla presenza di una piscina e di due campi da tennis. Il parco termale è provvisto di una sala molto frequentata per convegni medici e sportivi.

### Grotte e caverne
La zona montuosa di Uliveto, come del resto tutto il versante sud del Monte Pisano, è caratterizzata da un ampio numero di grotte e caverne, in alcune delle quali, nel 1944, trovarono rifugio molti ulivetesi durante i bombardamenti della seconda guerra mondiale. Nonostante questo patrimonio speleologico sia noto da secoli e ampiamente esplorato e studiato, tuttora la sua valorizzazione non ha raggiunto minimamente l'interesse delle Autorità locali né della popolazione, a tutto vantaggio dell'attività termale che pur vi è strettamente legata.

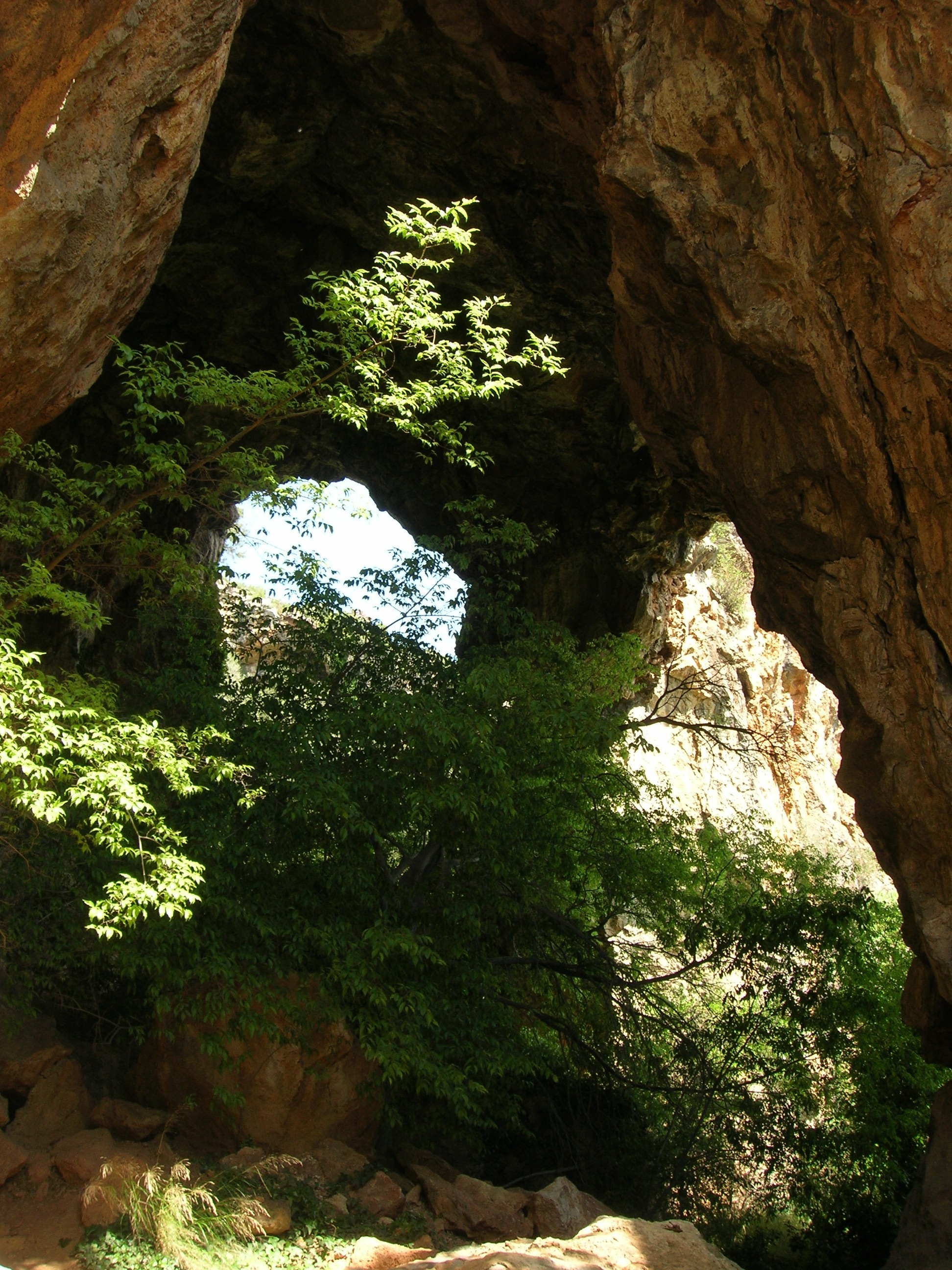
Interno della grotta del Pippi.

In questi ambienti sotterranei sono rilevabili caratteristiche tipiche delle varie grotte dei Monti Pisani: temperatura molto elevata, abbondanza di concrezioni e presenza di abbondante fauna ipogea (Chirotteri, Miriapodi, Crostacei Isopodi).
È possibile individuare numerose grotte e caverne in serie, queste ultime create da preesistenti grotte, franate in seguito ad infiltrazioni d'acqua. Ecco un elenco dei siti esplorati e disegnati dal Gruppo Speleologico di Pisa:
- Grotta del Pippi
- Grotta Il Rotto
- Grotta La Vigna
- Grotta In Badia, articolata in:
  - Buca Sopra la Badia
  - Grotta della Bucaccia
  - Spaccatura della Badia
  - Grotta dell'Uomo di bronzo
  - Buca della Volpe
- Caverna de Le crepe

Nel 1984 venne scoperta, sulla parete del terzo gradone delle cave dismesse, l'ingresso di una grotta chiamata da allora Buca della Cava di Uliveto Terme o anche Wavavuma. Con i suoi oltre 350 metri di sviluppo costituisce la grotta più estesa dei Monti Pisani.

## Storia
Le prime notizie sembrano risalire all'atto di fondazione della badia di San Savino, datato 780, edificata sulla riva destra dell'Arno, in località Cerasiolo, presso un luogo detto "Oliveto". Alcuni studiosi sembrano comunque scettici riguardo alla corrispondenza tra questa località e il nucleo attuale. La località viene con ogni probabilità citata per la prima volta dal vescovo di Pisa Alberico in un documento rogitale del 12 aprile 970, in cui vengono elencati anche altri toponimi del Valdarno pisano. Incontestabile risulta essere anche il riferimento presente in un documento del 31 ottobre 1096 degli "Annali Camaldolesi": si tratta di un'enfiteusi che il monastero di San Michele in Borgo aveva in Uliveto, presso la chiesa di S. Salvatore.
Il comune rurale di Uliveto, con i suoi consoli, compare per la prima volta l'8 maggio 1204 nell'elenco delle località della capitania della Valdiserchio e del Valdarno sulla destra del fiume, da Montecchio al mare. La capitania venne divisa in due nel 1230 e Uliveto entrò a far parte di quella di Piemonte, comparendovi dal 1282 alla metà del XIV secolo con i comuni di San Salvadore, San Prospero e San Martino de Balneo Carcaiole (o ad Carchaiolam), distribuiti attorno alle omonime chiese, tutte poste sotto il pievanato di San Cassiano. Il 26 ottobre 1596 le chiese di S. Salvatore e S. Prospero vennero collocate sotto il controllo della pieve di Caprona dall'Arcivescovo Carlo Antonio Dal Pozzo.
Fin dal Medioevo si attestano le testimonianze della presenza di un "Bagno Antico", nell'attuale zona delle Terme. Ne parla Ludovico Antonio Muratori in una sua "Membrana", riferendosi all'antica chiesa di San Martino di Noce. Il primitivo paese di Uliveto, o "Oliveto", ha sempre fatto parte della sfera d'influenza di Pisa e del suo porto fluviale, seguendone perciò le varie vicissitudini nel corso dei secoli. Con la sconfitta pisana ad opera dei Fiorentini, nel 1406, Uliveto diventò parte del vicariato di Vicopisano, sotto la cui giurisdizione civile è rimasto fino ad oggi.

## Monumenti e luoghi d'interesse

### Architetture religiose

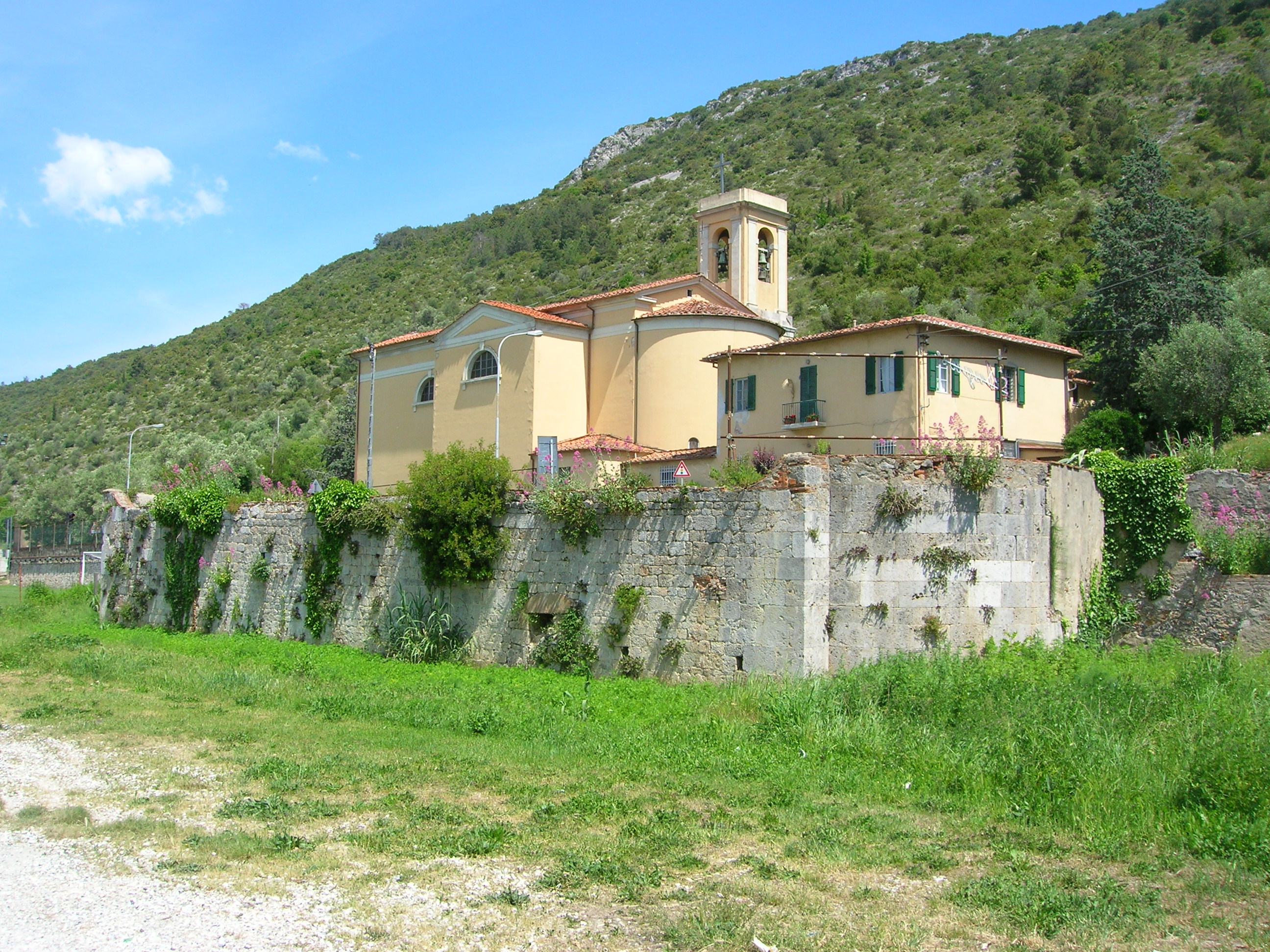
Vecchia e nuova chiesa parrocchiale.

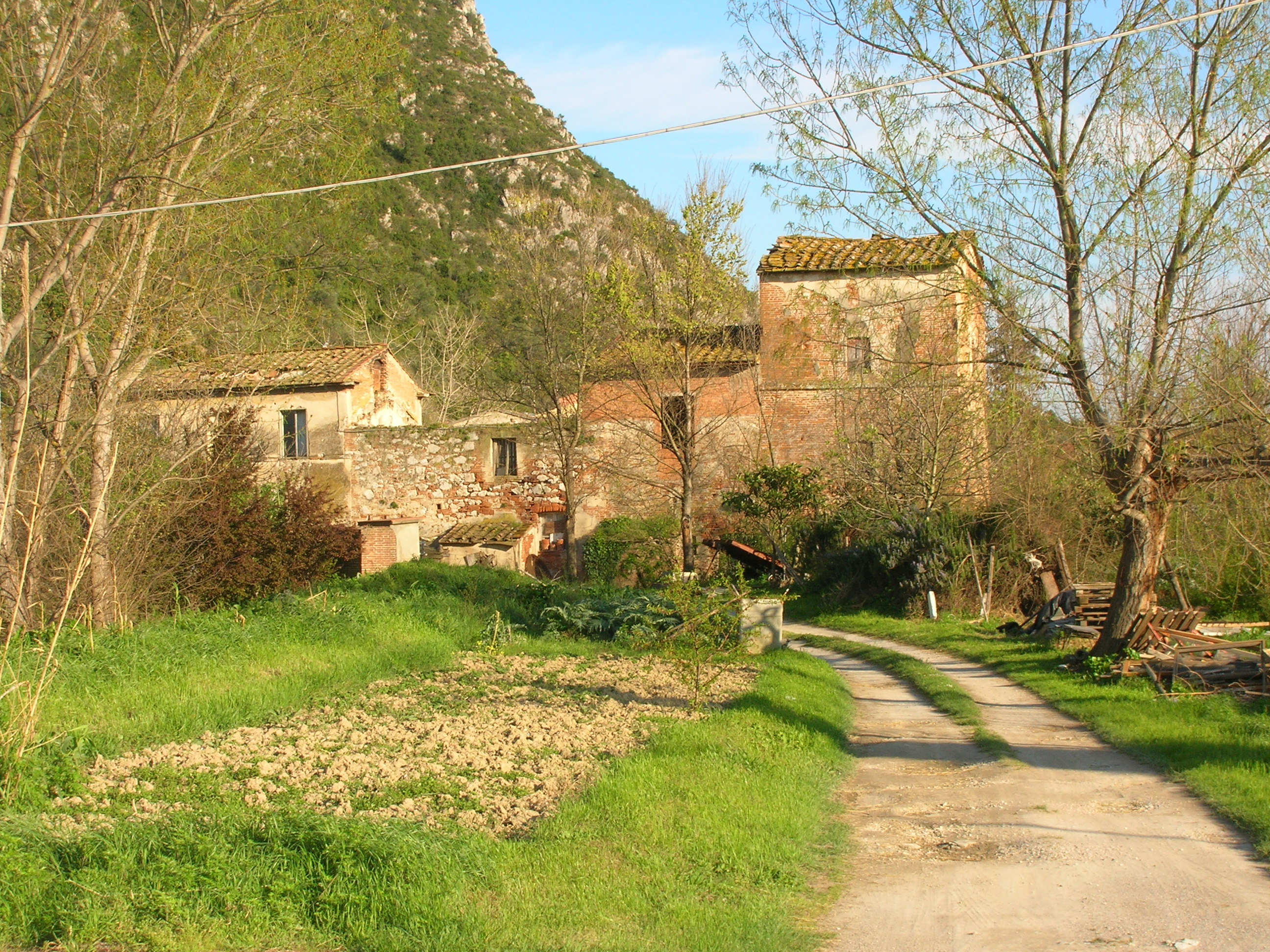
La Badia di Uliveto oggi.

- Chiesa del Santissimo Salvatore, chiesa storica della parrocchia ulivetese, viene ricordata dai vari archivi pisani a partire dal X secolo. Inizialmente intitolata a San Salvatore, ha visto nei vari secoli aggiungersi a tal titolo altri due, San Prospero e, in tempi più recenti, San Vito. Distrutta in innumerevoli occasioni dalle piene del fiume Arno, è stata ricostruita ogni volta più a nord, verso il monte, in posizione più elevata e quindi più protetta dalle esondazioni. L'ultima è stata completata nel 1857 e sorge tra il monte e l'attuale Strada Provinciale Vicarese, all'altezza del vecchio campo sportivo. Il fonte battesimale è stato inaugurato l'8 maggio 1921.
- Chiesa di San Martino al Bagno, forse la chiesa più antica del paese, venne costruita intorno all'800 in stile romanico e intitolata a san Martino. Nella sua storia millenaria ha beneficiato di due grandi restauri, uno nell'anno 1605 e l'altro negli anni cinquanta del Novecento. Il secondo restauro è stato eseguito a cura della "Società Anonima Acque e Terme" di Uliveto e ne ha ripristinato l'antico aspetto. La chiesetta è tuttora presente all'interno del Parco Termale ed è sfruttata per poche cerimonie, soprattutto nuziali, solo su prenotazione. È caratterizzata da un elegante campanile a vela e al suo interno si trovano due pregevoli affreschi: un San Martino a cavallo e un Angelo della passione.
- Chiesa della Santissima Annunziata, situata nella periferia occidentale del paese, è attestata almeno dal XVI secolo. Centro del culto mariano e sede di un'antica compagnia religiosa, è di fatto la chiesa-santuario di Uliveto. Sottoposta nel corso dei secoli a numerosi danni alluvionali, è stata chiusa al culto negli anni ottanta del Novecento per inagibilità. Nell'aprile del 2007, con il ripristino della facciata ovest, si sono visti i primi sviluppi del progetto di restauro nato tre anni prima. Sottoposta ad ulteriori restauri anche interni, è stata ripristinata al culto il 21 aprile 2012 con una messa solenne officiata dall'arcivescovo pisano Benotto, dal parroco attuale e da quello precedente.
- Chiesa di San Prospero, oggi del tutto scomparsa, è stata una delle tre antiche chiese di Uliveto. Citata per la prima volta fra gli enti ecclesiastici paganti la decima alla Sede Apostolica negli anni 1276 e 1277, cadde in rovina sul finire del Medioevo e il suo titolo venne unito a quello della chiesa di San Salvatore, decisione presa dall'Arcivescovo Filippo de' Medici durante la visita pastorale del 26 aprile 1463. Alcuni autori[4] individuano i suoi resti in una casa di via XX Settembre, ma alcuni documenti presenti nell'Archivio di Stato di Pisa farebbero collocare la sua posizione nei pressi delle cave, lungo la Strada Provinciale Vicarese.
- La Badia, edificio in cotto collocato all'estremo occidente del paese, lungo la strada provinciale, mostra una configurazione architettonica tipica dei monasteri, a quadrilatero con una torre bassa ma imponente. Molti studiosi hanno formulato teorie riguardo all'origine di questo complesso. Emanuele Repetti[5] lo identifica con i resti dell'antica Badia di San Savino a Montione, fondata nel 780 sulla riva destra dell'Arno, successivamente distrutta da una piena dello stesso fiume e ricostruita sulla sua riva sinistra. Correlazione rifiutata da Eugenio Boncinelli,[6] il quale afferma che l'antica Badia di San Savino sia da collocarsi nella valle di Calci o al massimo nei pressi di Caprona, in prossimità cioè del torrente Zambra, tuttora esistente con un percorso molto simile al passato. Il Boncinelli dà maggior risalto all'ipotesi, basata sulla tradizione popolare, che in quella sede sorgesse un antico ospizio dipendente dalla Badia di San Michele della Verruca, intorno al quale si sarebbe poi sviluppato il paese di Uliveto. Gli autori moderni, ad esempio Giuseppe Caciagli,[7] considerano probabile l'esistenza di un antico ospizio, ma non accettano l'ipotesi che esso abbia storicamente costituito il nucleo primitivo del paese, dal momento che gli attuali ruderi sono databili al XII-XIII secolo, cioè ben dopo la comparsa della comunità. La spiegazione più esauriente sembra darla Giovanni Benvenuti, uno storico di Calci, nel suo libro dedicato alla Rocca della Verruca.[8] In un documento della seconda metà del XVII secolo conservato presso l'Archivio di Stato di Pisa,[9] il nobile Benedetto Lanfreducci trascrive gli appunti del suo avo Batta di Bondo in cui si afferma che le terre intorno alla Corte dell'Abate, nella comunità di Uliveto, vennero cedute dall'Abate di San Michele di Verruca all'Abbazia di San Michele in borgo di Pisa in data 14 marzo 1447, prima di diventare proprietà della famiglia Lanfreducci. Dalla descrizione delle terre si intuisce la loro posizione, che coincide con la zona dell'attuale Badia. Benvenuti suppone che vi esistesse un ospizio gestito dai monaci cistercensi della Verruca fino agli inizi del XV secolo, quando si spostarono nella loro sede definitiva, l'Abbazia di Sant'Ermete in Orticaria, nella pianura pisana. L'edificio attuale sarebbe ciò che rimane di quel luogo, probabilmente utilizzato per sosta e approvvigionamento, data la vicinanza con la strada pedemontana e il fiume Arno.
- Opera Cardinale Maffi, precedentemente chiamato "Villa delle Rose", l'edificio è stato acquistato dalla "Opera Cardinale Pietro Maffi" e trasformato in un asilo infantile, inaugurato il 5 maggio 1935[10] e sin da allora gestito dalle Suore dell'Istituto Sorelle della Misericordia di Verona. La scuola materna è tuttora esistente e affiancata da un asilo nido di recente istituzione. Comprende al suo interno una piccola cappella utilizzata per funzioni liturgiche, prevalentemente nei giorni feriali. Attualmente la struttura, in seguito allo scioglimento dell'Opera Cardinale Maffi provinciale, è diventata di proprietà dell'arcidiocesi pisana.

### Architetture militari

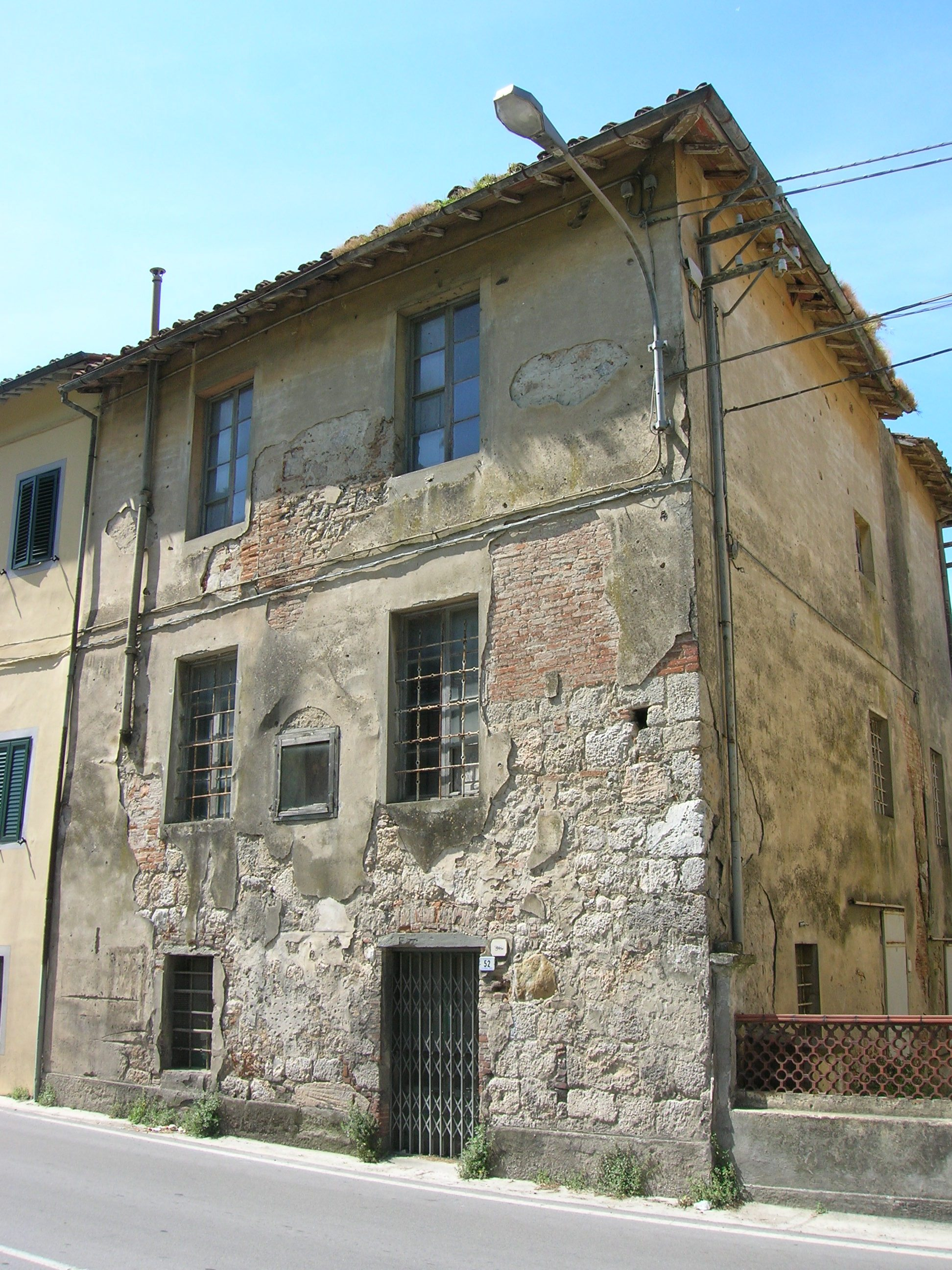
Resti della vecchia torre di Uliveto lungo la provinciale.

In epoca medioevale la zona di Uliveto aveva un'importanza strategica per via della sua posizione geografica e della mulattiera che conduceva alla Rocca della Verruca. Il paese era infatti l'unica parte della strada pedemontana a non poter esser controllata visivamente dalla rocca in maniera diretta. Per questo motivo venne costruito un castello a Caprona e due torri di avvistamento nella comunità di Uliveto.
I resti di una di queste torri sono stati identificati nella base di un edificio posto sull'odierna Strada Provinciale Vicarese, tra la chiesa parrocchiale e la Badia. La pianta quadrangolare, la presenza di grossi blocchi di pietra verrucana e i resti di due antichi beccatelli vengono portati a sostegno di tale ipotesi.
Un ulteriore indizio sul "passato militare" di questa zona è rintracciabile in una mappa presente all'Archivio di Stato di Pisa e datata 1825, in cui il quartiere è denominato "La Torre" a cui solo in tempi recenti è succeduto il toponimo di Badia Incrociata.
Alcuni studiosi e appassionati di storia locale sostengono che esistesse una seconda torre collocata in una posizione più prossima al fiume Arno, in modo da controllarne la navigazione. I resti della fortificazione vengono identificati con un muro di pietra locale ancor oggi visibile in via XX Settembre, nei pressi della vecchia fornace, e caratterizzato anch'esso dalla presenza di un beccatello, simile a quelli visibili nell'edificio più a monte. A ulteriore suffragio di tale ipotesi vengono portati alcuni documenti conservati nell'Archivio di Stato di Pisa, in cui si legge che una casa con "fornace e torre diroccata" venne acquistata dalla nobile famiglia Lanfreducci.

## Clima
| Uliveto Terme       | Mesi | Mesi | Mesi | Mesi | Mesi | Mesi | Mesi | Mesi | Mesi | Mesi | Mesi | Mesi | Stagioni | Stagioni | Stagioni | Stagioni | Anno |
| Uliveto Terme       | Gen  | Feb  | Mar  | Apr  | Mag  | Giu  | Lug  | Ago  | Set  | Ott  | Nov  | Dic  | Inv      | Pri      | Est      | Aut      | Anno |
| ------------------- | ---- | ---- | ---- | ---- | ---- | ---- | ---- | ---- | ---- | ---- | ---- | ---- | -------- | -------- | -------- | -------- | ---- |
| T. max. media (°C)  | 10,7 | 12,0 | 14,6 | 17,8 | 21,9 | 26,0 | 29,0 | 28,9 | 25,6 | 20,6 | 14,9 | 11,1 | 11,3     | 18,1     | 28,0     | 20,4     | 19,4 |
| T. min. media (°C)  | 2,9  | 3,4  | 5,6  | 8,1  | 11,7 | 15,1 | 17,4 | 17,5 | 15,0 | 11,1 | 7,2  | 3,8  | 3,4      | 8,5      | 16,7     | 11,1     | 9,9  |
| Precipitazioni (mm) | 75   | 71   | 70   | 76   | 61   | 47   | 26   | 49   | 78   | 112  | 116  | 90   | 236      | 207      | 122      | 306      | 871  |

## Società

### Evoluzione demografica
La comunità di Uliveto è sempre stata tra le più numerose del territorio vicarese. Nel 1845 contava 926 abitanti, terza dopo San Giovanni alla Vena e Vicopisano.

### Religione
La maggior parte delle notizie storiche del paese di Uliveto sono legate alle vicende della sua parrocchia che nei secoli è stata posta alternativamente sotto la giurisdizione ecclesiastica delle due pievi più vicine, quella di San Cassiano a Settimo e quella di Santa Giulia di Caprona. La cronotassi dei parroci è nota in forma parziale dal 1508.
Per almeno tutto il XX secolo Uliveto Terme ha avuto un suo parroco esclusivo. A partire dal 2000, dato il sempre più esiguo numero di sacerdoti disponibili in ambito diocesano, la parrocchia è andata a far parte di un'unità pastorale comprendente anche la comunità Caprona e dal 2008 quella di Zambra, guidata da un unico sacerdote.

## Cultura

### Istruzione
Sono presenti tre istituti, di cui due privati e uno pubblico.
- Asilo nido "Il Canguro", privato, di recente costituzione, gestito dalla Cooperativa Sociale "Paideia";
- Scuola Materna "Madre della Misericordia", privata, con oltre 70 anni di storia, gestita dalle Suore dell'Istituto Sorelle della Misericordia di Verona;
- Scuola Elementare Statale "Don Milani", pubblica, di epoca fascista, ma recentemente ampliata e rinnovata.

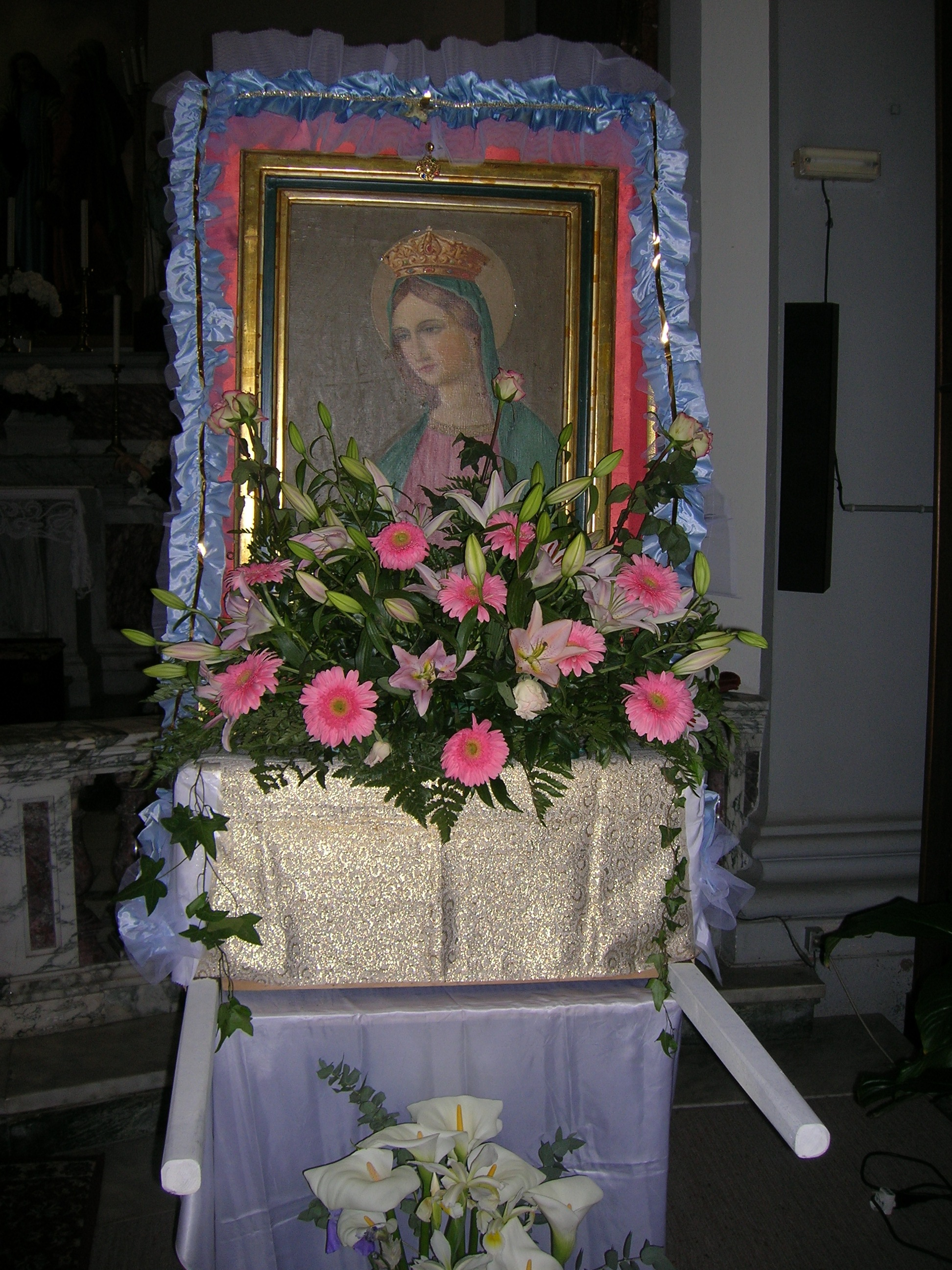
Baldacchino con l'effigie di Maria.

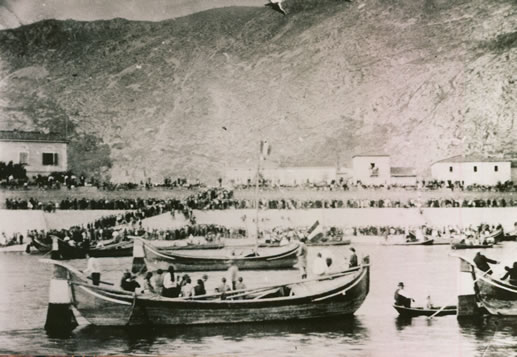
Regata degli inizi del XX secolo.

### Eventi
Sono tre i classici appuntamenti festivi del paese di Uliveto:
- Seconda domenica dopo Pasqua: fiera paesana in onore della Patrona, Maria SS. Annunziata;
- mese di giugno: "Sagra dell'Anguilla";
- mese di agosto: "Sagra del Pesce".

Dall'estate 2007 il paese ospita due feste storicamente svolte ad Asciano:
- la nona edizione della "Festa della Sardegna", a cura della Associazione Culturale Sarda "Grazia Deledda" di Pisa;

#### La festa patronale
Da tempo immemore nella parrocchia di Uliveto si celebra la festa della sua Santa patrona, Maria Santissima Annunziata. Centro del culto è la chiesa omonima, posta a nord-est del paese, lungo uno dei tratti della vecchia Strada Provinciale Regia. Da qui, la sera della seconda domenica dopo Pasqua, parte una processione che si snoda lungo le vie paesane e che termina con l'arrivo di un'immagine, copia della sacra effigie presente nella chiesa della Santissima Annunziata, alla principale chiesa parrocchiale di Uliveto, dove viene celebrata una messa solenne. Ogni tre anni l'occasione si investe di maggiore solennità e viene chiamata "Festa Triennale".
Negli anni trenta vi era la consuetudine di organizzare una regata a tre barche, intitolate ad altrettanti sportivi ulivetesi morti prematuramente, con timoniere e vogatori del paese. Dopo la benedizione solenne del parroco, la gara era suddivisa in diverse batterie e si svolgeva sotto gli occhi attenti dell'intera popolazione seduta lungo gli argini del fiume, alla presenza delle principali autorità del tempo.
Ai giorni nostri l'evento ha subito un drastico ridimensionamento, fenomeno comune a quasi tutte le altre feste patronali di piccole e medie comunità. L'ultima edizione degna di nota risale al 2006, "Festa Triennale" caratterizzata dal suggestivo arrivo del quadro della Madonna su una barchetta, lungo un fiume Arno dalle sponde illuminate dalla fiamma di innumerevoli torce.

## Geografia antropica

### Quartieri

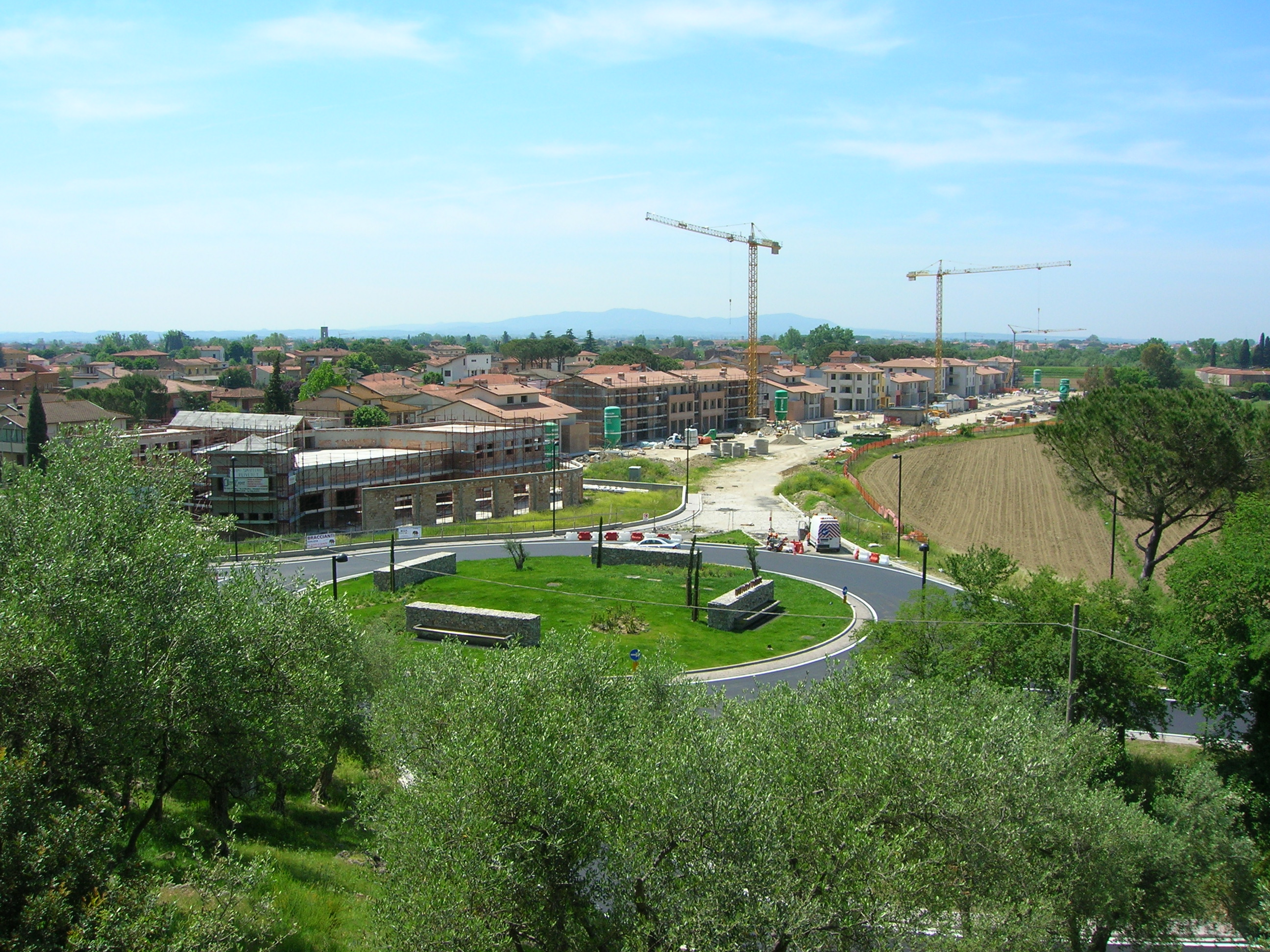
La Porta di Uliveto in costruzione.

Da est verso ovest troviamo i seguenti quartieri o rioni:
- Cave, la punta est del paese con le cave e le Terme;
- Pozzo Antico, lungo la Provinciale, tra il distribuitore e la Coop;
- Trebbio, intorno a piazza della Vittoria;
- Arancio, la parte orientale di lungarno Garibaldi;
- Poggio, la parte occidentale di lungarno Garibaldi e quella meridionale di via XX Settembre;
- La Fornace,[18] tra il Poggio e il cimitero;
- Badia Incrociata, lungo la Provinciale ad ovest della chiesa del SS. Salvatore, più la parte settentrionale di via XX Settembre;
- Case Nove, la zona più occidentale del paese, formata da abitazioni costruite a partire dagli anni settanta.

Due località erano storicamente considerate frazioni di Uliveto Terme: Noce, posta all'estremità orientale del paese, e la Santissima Annunziata, posta invece alla periferia nord-occidentale. Di entrambe si hanno notizie storiche a partire dal Medioevo, la prima come importante punto di attracco lungo il fiume Arno, la seconda come piccolo borgo conosciuto con il nome di Sasseto.
Nel 2007 sono iniziati i lavori per la costruzione di un nuovo quartiere nella parte occidentale del paese, con villette a schiera, edifici a blocco e un edificio ad uso commerciale. Il progetto, denominato "Porta di Uliveto", ha portato anche alla realizzazione di una rotatoria sulla Strada Provinciale Vicarese, caratterizzata da quattro fontane a forma di abbeveratoio, cipressi e ulivi.
Il progetto, in via di definizione nel 2010, ha portato alla realizzazione di una pista ciclabile illuminata, che collega il paese con Caprona, percorrendo la sponda del fosso che costeggia la Strada Provinciale. Quest'ultima, nel tratto medesimo, è stata rinnovata con l'abbattimento dei 46 pini, collocati sul lato settentrionale e parte di quelli collocati sul lato meridionale, con il rifacimento completo del manto stradale e con l'apposizione di guard rail sul lato del monte.

## Economia
Storicamente le principali attività economiche della comunità ulivetese sono state l'escavazione, la lavorazione e la vendita della pietra calcarea da costruzione proveniente dalle proprie cave. La vicinanza del fiume Arno è stata un elemento decisivo per lo sviluppo di questo commercio, in quanto il trasporto fluviale permetteva alla pietra di esser trasportata sia nel territorio pisano che in quello fiorentino. Già nel 1319 Uliveto disponeva di cave di ghiaia e di un porto, come si apprende da alcuni registri del comune di Pisa.
I mestieri tradizionali ulivetesi fino alla metà del XX secolo erano perciò essenzialmente due: cavatore e navicellaio. Negli anni ottanta, dopo secoli di ininterrotta attività, le cave sono state chiuse, da una parte per motivi economici, dall'altra per motivi di sicurezza.
Dalla fine del XIX secolo ha invece preso piede un'altra industria estrattiva, quella dell'acqua minerale, raggiungendo ai giorni nostri una straordinaria prosperità. Partita come attività prettamente termale, l'acqua Uliveto ha saputo successivamente imporsi in ambito nazionale come una delle più diffuse acque minerali, grazie anche ad una massiccia campagna pubblicitaria incentrata sull'ex calciatore Alessandro Del Piero e sulla showgirl Cristina Chiabotto.

## Infrastrutture e trasporti
Il paese è servito dalla Strada Provinciale Vicarese, posta lungo il suo confine nord, ai piedi del monte. La strada conduce a Caprona in direzione ovest, e a Lugnano, in direzione est.
La società Autolinee Toscane cura i trasporti pubblici in autobus con due linee: la 100 (Nodica-Pontedera) e la 140 (Pisa-Pontedera).
Le stazioni ferroviarie più vicine sono Cascina e Navacchio, distanti rispettivamente 3,5 e 4,5 km, servite dalla linea Pisa-Firenze.

## Sport

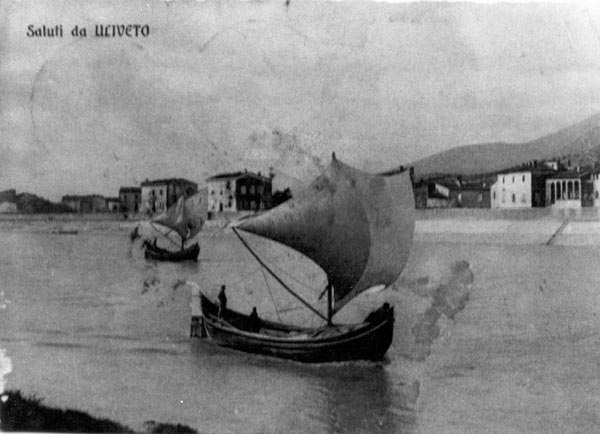
I navicelli

### Calcio
Il paese è sede di una Società Sportiva nata nel 1919 e intitolata a Urbino Taccola, in memoria di un grande maratoneta ulivetese morto a San Paolo del Brasile nel 1911, dopo aver tagliato vittorioso il traguardo per la 107 volta in carriera.
Affiliata alla FIGC il 20 settembre 1927, ha visto il proprio nome cambiare alcune volte nei suoi 80 anni di storia. Attualmente è denominata U.S.G. Urbino Taccola, nome assunto nel 1995 a seguito della fusione con la società di Ghezzano.
Nel campionato 2006-2007 ha militato nel girone C del campionato di Promozione Toscano, classificandosi al 3º posto con 54 punti.
Nel campionato 2008-2009 ha conquistato la coppa Italia di Promozione guadagnandosi un posto nel campionato di Eccellenza, traguardo mai raggiunto prima d'ora.
La squadra Juniores ha vinto il Girone A del Campionato Juniores Provinciali di Pisa per l'anno 2006-2007, guadagnando l'accesso al campionato Juniores regionale toscano per la stagione 2007-2008.

### Canottaggio
La passione per lo sport remiero ha infiammato il paese per buona parte del XX secolo, indicativamente dagli anni venti agli anni sessanta. Tradizionale appuntamento annuale era la regata nel giorno della festa patronale. Teatro delle sfide era l'Arno, per sei giorni alla settimana luogo di fatica per i navicellai, trasportatori fluviali della pietra estratta dalle cave paesane, che la domenica si trasformava in luogo di svago, con le sue sponde a far da tribuna. Con il progressivo inquinamento delle acque del fiume e con l'abbandono del navicello, a favore dei mezzi di trasporto terrestri, tale attività sportiva ha perso il suo interesse per poi scomparire.